# Liu Yao (senyor de la guerra)
En aquest nom xinès, el cognom és Liu.
Liu Yao (157 - 198), nom estilitzat Zhengli, va ser un senyor de la guerra de la regió de Jiangdong durant el període de la tardana Dinastia Han Oriental de la història xinesa. Ell va governar per un breu període abans que Sun Ce va envair i conquerir els seus territoris.

## Biografia
Liu Yao hi era un oficial administratiu molt respectat per tothom, incloent els seus superiors i subordinats, com també pels civils ordinaris. Liu Yao venia d'una família aristòcrata, i ell era el germà menor de Liu Dai, que era igual de famós per la seva capacitat. L'oncle major de Liu Yao, Liu Chong (刘宠) era famós per les seva conducta incorrupta, i el seu pare Liu Yu (刘舆) era el governador de Shanyang (山阳). Liu Yao es va fer instantàniament famós quan només tenia 19 anys, després d'haver rescatat a un dels seus oncles, segrestat per uns bandits. Liu Yao va destacar en el seu estudi igual que el seu germà gran Liu Dai, i va esdevenir un maocai (茂才), el candidat excepcional recomanat a la cort imperial de l'estat. Cada any, només un maocai (茂才) podia ser recomanat per un estat, i el governador de l'estat on la família de Liu Yao residia es va queixar que si Liu Dai havia estat elegit l'any anterior i ara Liu Yao hi era seleccionat aquest any, semblaria que la família Liu estava monopolitzant el sistema. Això no obstant, la gent va respondre que els germans Liu eren recomanats, ja que eren realment excepcionals, i Liu Yao va ser finalment seleccionat.
Per desgràcia, Liu Yao no era un bon comandant militar tot i ser un bon administrador. Quan Sun Ce el va atacar, molts dels seus assessors correctament li van suggerir que nomenés a Taishi Ci com el comandant en cap de la seva força per defensar-se contra Sun Ce, però Liu Yao es va negar, considerant que Taishi Ci era només un fugitiu que recentment se li havia unit, i que la seva reputació es veuria entelada pel favoritisme, ja que era molt bon amic de Taishi Ci. L'errada va resultar ser fatal per a Liu Yao i la seva derrota va ser en general molt pareguda al que és descrit en Romanç dels Tres Regnes. Liu Yao aviat moriria a l'edat dels 42 després d'haver fugit a Dantu (丹徒). Després que Taishi Ci es va rendir a Sun Ce i va enviar una petició per la rendició de la força restant de Liu Yao, el fill de Liu Yao va avenir-se i més de deu mil soldats van començar el seu servei sota Sun Ce, amb el fill de Liu Yao amb el temps ascendint de rang en les files en les èpoques posteriors del govern de Sun Quan.

## Nomenaments i títols en possessió
- Filial i Incorrupte (孝廉) - candidat nominat per ser a Cadet Cavaller (郎)
- Cavaller (郎中)
- Cacic de Xiayi (下邑長)
- Maocai (茂才)
- Assistent a l'Excel·lència del treballs (司空掾)
- Empleat Imperial (侍御史)
- Inspector de la Província de Yang (揚州刺史)
- Governador de la Província de Yang (揚州牧)
- General Que Inspira Força Marcial (振武將軍)